# Volpeglino
Volpeglino, (Vulpièj en piemontès) és un municipi situat al territori de la província d'Alessandria, a la regió del Piemont (Itàlia).
Limita amb els municipis de Berzano di Tortona, Casalnoceto, Castellar Guidobono, Monleale, Viguzzolo i Volpedo.

## Galeria fotogràfica

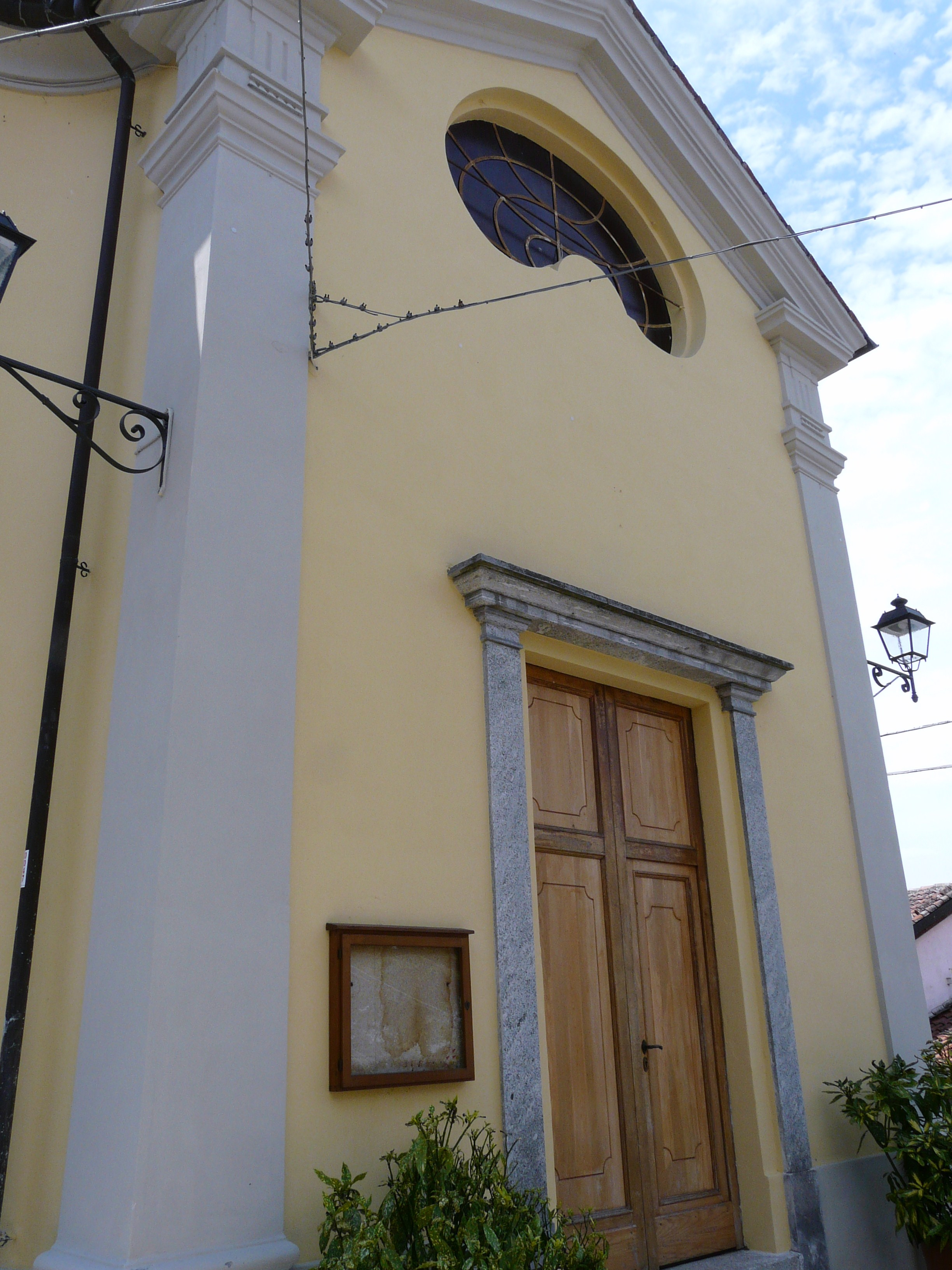
Església de S.Cosme i S.Damià